# Comté de Calhoun (Iowa)
Pour les articles homonymes, voir Comté de Calhoun.
Le comté de Calhoun est un comté de l'État de l'Iowa, aux États-Unis.